# Beryl Bainbridge
Dame Beryl Margaret Bainbridge DBE (n. 21 noiembrie 1932, Liverpool, Anglia, Regatul Unit – d. 2 iulie 2010, Greater London, Anglia, Regatul Unit) a fost o scriitoare engleză din Liverpool. Ea este cunoscută, în primul rând, pentru operele sale de ficțiune psihologică, adesea povești macabre a căror acțiune se petrece în clasa muncitoare engleză. Bainbridge a câștigat premiul Whitbread Awards pentru cel mai bun roman în 1977 și 1996; ea a fost nominalizată de cinci ori pentru Premiul Booker. A fost numită în 2007 „o comoară națională”. În 2008, The Times o înscria pe lista „celor mai mari zece scriitori britanici din 1945”.

## Biografie
Beryl Bainbridge s-a născut în Liverpool și a crescut în apropiere de Formby. Părinții ei erau Richard Bainbridge și Winifred Baines. Deși ea și-a scris data de naștere în Cine este Cine și în altă parte ca fiind 21 noiembrie 1934, de fapt, ea s-a născut în 1932 și nașterea ei a fost înregistrată în primul trimestru al anului 1933. Când fostul prizonier de război, Harry Arno Franz, i-a scris în noiembrie 1947, a menționat cea de-a 15-a aniversare.
Îi plăcea să scrie, iar până la vârsta de 10 ani scria un jurnal.  Învăța oratorie și la 11 ani, a apărut la emisiunea radio de la „Ora a copiilor la nord„, alături de Billie Whitelaw și Judith Chalmers. Bainbridge a fost exmatriculată de la Școala de comerț pentru fete din Taylors (Crosby) pentru că a fost prinsă cu o "rimă murdară" (așa cum a afirmat ea mai târziu), scrisă de altcineva,și pusă în buzunarul ei.  Apoi a continuat să studieze la Cone-Ripman School, Tring, Hertfordshire (acum Tring Park School pentru Artele Spectacolului), unde a descoperit că era bună la istorie, engleză și arte. Vara a părăsit școala, s-a îndrăgostit de un fost POW german care aștepta să fie repatriat. În următorii șase   ani, cuplul a corespondat și a încercat să obțină permisiunea ca omul german să se întoarcă în Marea Britanie pentru a se putea căsători. Dar permisiunea a fost respinsă și relația s-a încheiat în 1953.
În anul următor (1954), Beryl s-a căsătorit cu artistul Austin Davies. Cei doi au divorțat curând, Bainbridge rămânând o mamă singură cu doi copii. Mai târziu a avut un al treilea copil cu Alan Sharp (actrița Rudi Davies). Sharp, un scoțian, care era la începutul carierei sale de romancier și scenarist; Mai târziu, Bainbridge a lăsat să se creadă că el era al doilea soț; în realitate, nu s-au căsătorit, dar relația a inspirat-o pe drumul spre ficțiune. În 1958, ea a încercat să se sinucidă prin a pune capul într-un cuptor cu gaz. Bainbridge și-a petrecut primii ani de muncă ca actriță, a apărut într-un episod de telenovelă în 1961 Coronation Street, jucând un protestatar antinuclear.
Pentru a-și umple timpul, Bainbridge a început să scrie, bazându-se, în principal, pe incidente din copilărie. Primul ei roman, Harriet Said..., a fost respins de mai mulți editori, dintre care unul a găsit personajele centrale "repulsive aproape fără convingere". În cele din urmă a fost publicată în 1972, la patru ani după al treilea roman (o altă parte a lemnului). Al doilea și al treilea romane au fost publicate (1967/68) și au fost bine primite de critici, deși nu au reușit să câștige mulți bani.  Ea a scris și a publicat încă șapte romane în anii 1970, dintre care al cincilea, Time Injury, a fost premiat cu premiul Whitbread pentru cel mai bun roman din 1977.
La sfârșitul anilor 1970, ea a scris un scenariu bazat pe romanul ei Sweet William. Filmul rezultat, cu Sam Waterston, care a fost lansat în 1980.
Din 1980, au apărut încă opt romane. Romanul din 1989, "Awful Big Adventure", a fost adaptat într- un film în 1995, alături de Alan Rickman și Hugh Grant.
În anii 1990, Bainbridge s-a îndreptat către ficțiune istorică. Aceste romane au continuat să fie populare cu critici, dar de data aceasta au fost, de asemenea, de succes comercial. Printre romanele sale istorice de fictiune se numara:
" Fiecare om pentru el", despre dezastrul Titanic din 1912, pentru care Bainbridge a castigat Premiul Whitbread 1996 pentru cel mai bun roman și Maestrul Georgie, stabilit in timpul războiului din Crimeea, pentru care a castigat în 1998 Premiul James Tait Black Memorial pentru ficțiune. Ultimul ei roman, Conform lui Queeney, este o relatare ficțională a ultimilor ani ai vieții lui Samuel Johnson, văzută prin ochii lui Queeney Thrale, fiica cea mare a lui Henry și Hester Thrale. Observatorul a făcut referință la acesta numindu-l "un roman foarte inteligent, sofisticat și distractiv".
Din anii 1990, Bainbridge a servit de asemenea ca scenă de critică în revista lunară The Oldie. Comentariile ei conțin rareori conținut negativ și, de obicei, au fost publicate după încheierea jocului.

### Onoruri și premii
În 2000, ea a fost decorată cu Ordinului Imperiului Britanic (DBE). În iunie 2001, Bainbridge a primit o diplomă de onoare de la Universitatea Deschisă ca Doctor al Universității. În 2003 a primit premiul David Cohen pentru literatură împreună cu Thom Gunn. În 2005, Biblioteca Britanică a achiziționat multe dintre scrisorile și jurnalele private ale lui Bainbridge. În 2011, ea a fost premiată postmortem cu u titlu special de către Comitetul pentru Premiul Booker. Mark Knopfler a inclus o piesă intitulată "Beryl" dedicată ei și premiul ei postum pe albumul său din 2015 Tracker.

### Anul trecut
În 2003, nepotul lui Bainbridge, Charlie Russell, a început să filmeze un documentar, ultimul an al lui Beryl, despre viața ei. Documentarul și-a detaliat educația și încercările sale de a scrie un roman, draga Brutus (care a devenit mai târziu The Girl in the Polka Dot Dress ); a fost difuzată în Regatul Unit la 2 iunie 2007 pe BBC Four.
În 2009, Beryl Bainbridge a donat povestea scurtă " Goodnight Children", "Everywhere to Oxfam's Ox-Tales ", patru colecții de povești din Marea Britanie, scrise de 38 de autori. Povestea ei a fost publicată în colecția "Air". Bainbridge a fost patronul Premiului Cartea Poporului.
Bainbridge încă lucra la The Girl in the Polka Dot Dress în momentul morții ei. Romanul, bazat pe o călătorie Bainbridge realizată în toată lumea în 1968, este despre misterul despre care se crede că a fost implicat în asasinarea lui Robert Kennedy. Romanul, publicat în mai 2011 de Little, Brown. fost editat pentru publicare de către Brendan King, a cărui biografie Beryl Bainbridge: Dragoste prin toate sortimentele de mijloace a fost publicată în septembrie 2016.

## Decesul

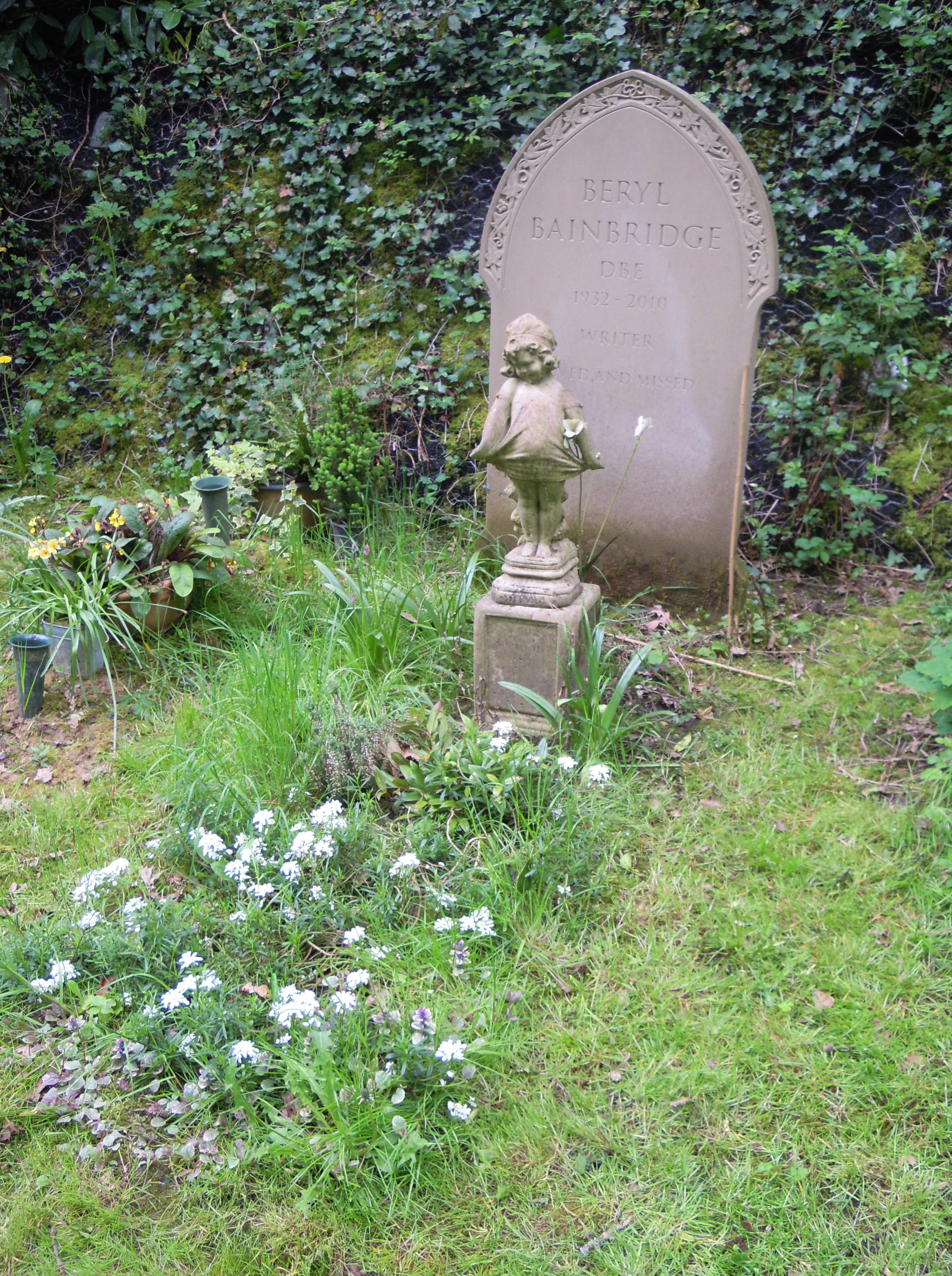
Mormântul lui Bainbridge în cimitirul Highgate

Bainbridge a murit la 2 iulie 2010, la vârstă de 77 de ani, într-un spital din Londra, după ce a suferit de cancer. Confuzia asupra anului de naștere a dus la unele rapoarte care indică vârsta la moarte fiind 75. Ea este îngropată în cimitirul Highgate.

## Opera literară

### Romane
- Un weekend cu Claude (1967)
- O altă parte a lemnului (1968)
- Harriet Said... (1972)
- The Dressmaker (titlul american The Secret Glass ) (1973) - Selecționată pentru Premiul Booker
- Fabrica de sticle de ieșire (1974) - selectată pentru Premiul Booker, a câștigat Premiul Guardian Fiction
- Sweet William (1975)
- O viață liniștită (1976)
- Timp rănit (1977) - câștigător, premiul Whitbread
- Tânărul Adolf (1978)
- O altă parte a lemnului (revizuită edn) (1979)
- Gradina de iarna (1980)
- Un weekend cu Claude (revizuit edn) (1981)
- Apologia lui Watson (1984)
- Filthy Lucre (scrisă ca adolescentă în 1946, dar publicată în 1986)
- O aventura cu mare poveste (1989) - Scurtă listă pentru Premiul Booker
- Băieții de naștere (1991)
- Every Man for Himself (1996) - Scurtă listă pentru Premiul Booker, câștigător al Premiului Whitbread
- Master Georgie (1998) - Scurtă listă pentru Premiul Booker
- Potrivit lui Queeney (2001)
- Fetița în rochia Polka-dot (2011)

### Povestiri scurte
- Mama și domnul Armitage (1985)
- Povestiri colecționate (1994)
- Povestiri de Nord Vol. 5 (co-editor cu David Pownall) ISBN: 978-0-946407-97-2

### Non-ficțiune
- Călătorie în engleză, sau Drumul spre Milton Keynes (1984)
- Forever Anglia: Nord și Sud (1987)
- Ceva sa întâmplat ieri (1993)
- Rândul anterior: serile la teatru (2005)

## Legături externe
- Shusha Guppy (2000). „Beryl Bainbridge, The Art of Fiction No. 164”. The Paris Review.
- interviu Guardian
- "Pagina de autor" de la The Guardian
- Beryl Bainbridge Criticism (Vol. 131)
- Beryl Bainbridge biografie
- Dame Beryl Bainbridge
- Revista Oldie
- Beryl Bainbridge, Mordant Novelist, este mort la 77, The New York Times, 2 iulie 2010
- Beryl Bainbridge: 1932 - 2010, Catalog de gândire Arhivat în 10 martie 2013, la Wayback Machine.
- Premiul Man Booker: Premiul Special pentru Beryl Bainbridge
- Dicționarul Oxford al podcastului național de biografie audio Arhivat în 1 noiembrie 2016, la Wayback Machine. - emis în ianuarie 2014